# Grivița (Galați)
Pour les articles homonymes, voir Grivița.
Grivița est une commune roumaine située dans le județ de Galați.